# Hil
Hil (ryska: Гиль) är en ort i Azerbajdzjan.   Den ligger i distriktet Qusar Rayonu, i den nordöstra delen av landet, 180 km nordväst om huvudstaden Baku. Hil ligger 809 meter över havet och antalet invånare är 5 022.
Terrängen runt Hil är kuperad. Närmaste större samhälle är Qusar, 8,4 km sydost om Hil. 
Trakten runt Hil består till största delen av jordbruksmark. Runt Hil är det ganska glesbefolkat, med 48 invånare per kvadratkilometer.